# Dzsahvaridák

A córdobai táifa (részfejedelemség) 1037 körül

A Dzsahvaridák (arabul بنو جهور, tudományos átiratban Banū Ǧahwar) egy arab származású muszlim uralkodóház tagjai voltak, akik az Ibériai-félsziget déli részének egyes részeit uralták Córdoba (Kurtuba) központtal 1031-től 1069-ig az ún. táifák (részfejedelemségek) időszakában. Sajátos, köztársaságra emlékeztető államukat az Omajjádok vezette Córdobai Kalifátus felszámolásával hozták létre, és hatalmuk a sevillai Abbádidák hódításának esett áldozatul.

## A dinasztia története
1013 óta trónharcok zajlottak a Córdobai Kalifátusban, amelyek során az Ibériai-félsziget számos kis fejedelemségre szakadt, Córdobában pedig gyors kalifaváltásokra került sor. A lakosság 1031-ben megelégelte a közben többször trónt vesztett Omajjádok uralmát, és elüldözték Hisám al-Mutadd kalifát (1027–1031). A város és az uralma alatt maradó területek vezetője a II. Hisám ideje óta vezírként tevékenykedő Abu Hazm Dzsahvar ibn Muhammad lett, aki formálisan nem vállalt hivatalt és tisztséget. Ehelyett egyfajta köztársaság jött létre, amit egy előkelőségeket tömörítő tanács vezetett – Abu Hazm ennek akaratát hajtotta végre. Nagy tekintélyre tett szert mind a környékbeli fejedelmek, mind a córdobai lakosság körében, és uralma alatt regenerálódott a háborús években sokat szenvedett Córdoba.
1043-as halálakor a fia, Abu l-Valíd Muhammad, aki az ar-Rasíd uralkodói címet használta, megörökölte pozícióját, de a tényleges irányítást saját vezírje, Ibn ar-Raka kezébe adta. A korszakban dinamikusan terjeszkedő sevillai Abbádidák ellen úgy próbált meg védekezni, hogy elismerte az al-Mutadid fejedelem által felléptetett állítólagos II. Hisám kalifátusát. Ezzel együtt al-Mutadid igyekezett befolyást szerezni a város felett, így szövetkezett ar-Rasíd fiával, Abd al-Malikkal, aki 1058-ban megölte a vezírt, apja pedig lényegében társuralkodójává nevezte ki. Ettől kezdve ő lett a város tényleges ura, ám önkényeskedései miatt a lakosság meggyűlölte. 1069-ben Muhammad al-Muzaffar, Badajoz aftaszida fejedelme Córdobára támadt, Abd al-Malik pedig al-Mutamid segítségét kérte. A sevillai csapatok megfutamították az ostromlókat, ezután a városi lakosság segítségével elfogták Abu l-Valídot és Abd al-Malikot. Ezzel a dzsahvarida uralom véget ért, Córdoba pedig az Abbádidák kezére került. Az elfogott Dzsahvaridákat Huelva közelébe, Saltés szigetére vitték fogságba.

## Dzsahvarida uralkodók
- Abu Hazm Dzsahvar ibn Muhammad (1031–1043)
- Abu l-Valíd Muhammad ibn Dzsahvar (1043–1069)
- Abd al-Malik ibn Muhammad ibn Dzsahvar (1058–1069)